# Ibănești (Mureș)
Ibăneşti (Hongaars: Libánfalva) is een comună in het district Mureş, Transsylvanië, Roemenië. Ibăneşti is opgebouwd uit tien dorpen, namelijk: 
Weergegeven als: "Roemeens (Hongaars)"
- Blidireasa (Blidirászaházcsoport)
- Brădeţelu (Disznópatak)
- Dulcea (Dulcsa)
- Ibăneşti (Libánfalva)
- Ibăneşti-Pădure (Erdőlibánfalva)
- Lăpuşna (Laposnyatelep)
- Pârâu Mare (Sziródrész)
- Tireu (Tyiró)
- Tisieu (Tyiszó)
- Zimţi (Zimc)

## Demografie
Volgens de census van 2002 was de bevolking opgebouwd uit 99,6% Roemenen en 0,3% Hongaren.

## Religie
Volgens de census van 2002 waren 90,3% (4.010) van de inwoners Roemeens-orthodox, 5,8% (258) Roemeens Grieks-katholiek, 2,7% (120) Roemeense Zevendedagsadventisten, 0,7% (31) Roemeense Pentecosten en 0,4% (18) Roemeens Baptisten.